# Daniela Castro
Daniela Castro Rodríguez, née le 17 août 1966) à Mexico, est une actrice mexicaine.

## Filmographie
- 1988 : Nuevo amanecer : Patricia
- 1989 : Mi segunda madre : Mónica Méndez
- 1989-1990 : Balada por un amor : Simona Portugal
- 1990 : Días sin luna : Lorena Parlange
- 1991 : Cadenas de amargura : Cecilia Vizcaíno Robles
- 1992 : Triángulo : Sara Granados Rojas
- 1996 : Cañaveral de pasiones (Televisa) : Julia Santos Faberman
- 1997-1998 : Desencuentro : Victoria San Román Jiménez
- 2001 : El noveno mandamiento : Isabel Durán / Ana Jiménez / Ana Villanueva Durán
- 2007-2008 : Pasión : María Lisabeta de Salamanca
- 2009 : Mi pecado : Rosario Pedraza de Córdoba
- 2011 - 2012 : Una familia con suerte (Televisa) : Josefina "Pina" de Irabién
- 2013 : Lo que la vida me robó (Televisa) : Graciela Giacinti de Mendoza / Gaudencia Jiménez
- 2017-2018 : Me declaro culpable : Roberta Monroy de Urzúa